# Mundare
Mundare è un comune (town) del Canada, situato nell'Alberta, nella divisione No. 10.